# モハマド・アムリ・ヤヒア
モハマド・アムリ・ヤヒア（マレー語: Mohd. Amri Yahyah、1981年1月21日 - ）は、マレーシアの元サッカー選手。元マレーシア代表。現役時代のポジションはFWまたはAMF。
ユースから在籍したセランゴールFAにプロとしても10年以上在籍した選手で、この世代有数のマレーシアのサッカー選手である。

## クラブ歴

### セランゴールFA
セランゴール州タンジュン・カランに生まれた彼は1998年にセランゴールFAのユースに加入、2001年にプロ昇格を果たした。2002年のマレーシアカップ決勝ではサバFAからゴールデンゴールをあげて、一躍ヒーローとなった。その後2005年にはマレーシア・プレミアリーグ、ピアラFAマレーシア、マレーシアカップを全て制覇しトレブルを達成した。2009年にはチームの主将になった。

### ジョホール・ダルル・タクジムFC
2014年にはユースから15年在籍したセランゴールFAを離れてジョホール・ダルル・タクジムFCと契約、その月収は8万5000リンギット（約280万円）程度と見積もられている。このシーズンにジョホール・ダルル・タクジムFCはマレーシア・スーパーリーグを制覇したものの、2位につけていた前所属のセランゴールFAとの勝ち点差は僅かに3であった。
ジョホール・ダルル・タクジムFCに移籍して以降もセランゴールFAのサポーターの間で人気があったが、セランゴールFA戦で得点を決めた彼がサポーターの前で踊った事によってその評価は落ちた。この踊りはセランゴール州サッカー協会に対する抗議ではないかとの噂も立った。なおこの試合自体はセランゴールFAが4-1で勝利した。後に彼はこの事について謝罪したものの、セランゴールFAのサポーターはこれを受容れず、セランゴールFAの本拠地であるシャー・アラム・スタジアムの地を再び踏み、彼らに対して拍手しようと彼らの下に寄った際にもペットボトルを投げつけられた他、登場の際にもブーイングを受けた。この事に関して彼は涙した事も報じられている。そのような事はあったが、マレーシア全体で見ると非常に根強い人気のある選手である。

## 代表歴
2003年の東南アジア競技大会や同年のアフロ・アジア競技大会に参加した。また、2004 タイガーカップにも出場し、マレーシア代表の3位に貢献した。
2010年にはラヤゴパル・クリシュナサミ監督から2010 AFFスズキカップに挑むマレーシア代表に招集された。彼はラオス代表から2点を奪い5-1の勝利に貢献し、マレーシア代表は東南アジアサッカー選手権で初めて優勝した。
また、マレーシアリーグXIとしても出場経験があり、2009年7月18日にはイングランドのマンチェスター・ユナイテッドFCと戦ったものの、3-2で敗北した。2011年7月にはチェルシーFCと対戦した。2013年8月10日にはFCバルセロナと対戦し、3-1で敗北したものの唯一の得点を挙げた。

## プレースタイル
彼は様々なポジションで活躍する事の出来るプレーヤーで、本職はストライカーや攻撃的ミッドフィールダーであるが、守備的ミッドフィールダーやウィンガー、ディフェンダー等でも役割を熟す事が出来る。

## タイトル

### クラブ
セランゴールFA
- マレーシア・スーパーリーグ: 2009, 2010
- マレーシア・プレミアリーグ: 2005
- マレーシアカップ: 2002, 2005
- ピアラFAマレーシア: 2001, 2005, 2009
- スルタン・ハジ・アフメド・シャー・カップ: 2002, 2009, 2010

ジョホール・ダルル・タクジムFC
- マレーシア・スーパーリーグ: 2014, 2015, 2016
- マレーシアカップ

準優勝: 2014
- ピアラFAマレーシア: 2016
- スルタン・ハジ・アフメド・シャー・カップ: 2015, 2016
- AFCカップ: 2015

### 代表
マレーシア
- 東南アジアサッカー選手権: 2010

準優勝: 2014